# Hans Bull
Hans Bull, född 1739, Rennebu, och död 1783, var en norsk diktare.
Han var den förste av Norges förromantiska diktare, och den förste som tagit upp nationella motiv i sin diktning.
Han var bror till Andreas Bull och elev till Gerhard Schøning. Hans Bull deltog flera litterära tävlingar med dikter om norsk natur og historia. Landmandens Lyksalighed (utgiven 1771) lovprisar den norske odelsbonden, Elven Nids Udspring (1773) ger en bild av tröndersk natur. Hans samlade skrifter utgavs 1937.